# Sergio Gil
Sergio Gil Latorre (ur. 10 maja 1996 w Saragossie) – hiszpański piłkarz występujący na pozycji pomocnika w Extremadurze UD.